# Barbara Strozzi

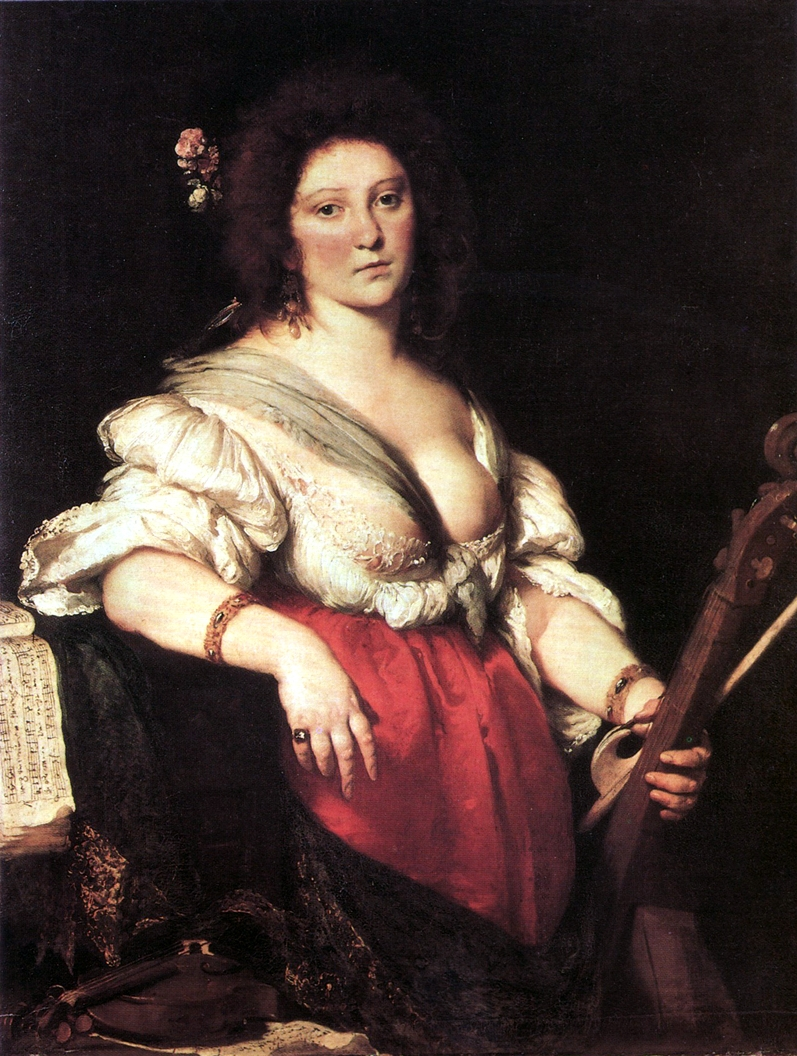
Barbara Strozzi.

Barbara Strozzi, även kallad Barbara Valle, född 6 augusti 1619, död 11 november 1677, var en italiensk barockkompositör och sångerska.  

## Verk
- Il primo libro di madrigali, per 2–5 voci e basso continuo, op. 1 (1644)
- Cantate, ariette e duetti, per 2 voci e basso continuo, op. 2 (1651)
- Cantate e ariette, per 1–3 voci e basso continuo, op. 3 (1654)
- Sacri musicali affetti, libro I, op. 5 (1655)
- Quis dabit mihi, mottetto per 3 voci (1656)
- Ariette a voce sola, op. 6 (1657)
- Diporti di Euterpe ovvero Cantate e ariette a voce sola, op. 7 (1659)
- Arie a voce sola, op. 8 (1664)